# Cairo (Georgie)
Cairo je město v Grady County, v Georgii, ve Spojených státech amerických. V roce 2011 žilo ve městě 9635 obyvatel.

## Demografie
Podle sčítání lidí v roce 2000 žilo ve městě 9239 obyvatel, 3465 domácností a 2456 rodin. V roce 2011 žilo ve městě 4539 mužů (47,1%), a 5096 žen (52,9%). Průměrný věk obyvatele je 35 let.